# Самара-городок
«Самара-городок» — российский четырёхсерийный фильм 2004 года.

## Сюжет
История о возвращении в город Запрудный молодой женщины, которая добилась успеха в Москве. Она стала известным модельером и нашла жениха — известного хоккеиста. Варвара Елесина не может забыть свою прежнюю жизнь. Многочисленные «скелеты в шкафу», оставшиеся в родном Запрудном, не дают расслабиться и спокойно почивать на лаврах.
У Варвары есть законный муж, которого она бросила во время свадьбы, в пединституте она не доучилась, а в милиции на неё заведено не одно дело. Прошлое может вмешаться в светлое настоящее и будущее, а поэтому женщина отправляется домой, чтобы спасти своё счастье. Вернувшись домой, Варвара обнаружила, что старые проблемы дороже для неё, чем столичная жизнь…

## Актёры
- Екатерина Вуличенко — Варвара Елесина[1]
- Дмитрий Дюжев — хоккеист Никита Хабаров
- Марина Орлова — студентка
- Дмитрий Харатьян — муж Варвары
- Нина Русланова — мать Варвары
- Юрий Степанов — Макс
- Вера Алентова — мать Никиты
- Наталия Антонова — певица Ортега
- Авангард Леонтьев — ректор
- Анатолий Равикович — Иван Владимирович
- Александр Карпиловский — Жорик
- Анна Ходюш — Надя
- Мария Глазкова — Анжела
- Мария Рыщенкова — Таня
- Татьяна Рудина — Бронислава
- Кирилл Плетнёв — лжепереводчик Ортеги